# Lijst van onderscheidingen van koningin Juliana der Nederlanden
Tijdens staatsbezoeken en op haar reizen kreeg Juliana der Nederlanden als prinses, als koningin en later opnieuw als prinses tientallen onderscheidingen; andere onderscheidingen werden haar in Nederland toegekend door haar moeder en later door haar dochter.

## Onderscheidingen
- Grootkruis in de Orde van de Nederlandse Leeuw (1927[1])

Het door haar moeder uitgereikte gouden ster ging in 1940 verloren. Juliana droeg daarna een antieke zilveren ster die minder gewelfd was dan de moderne gouden sterren.
- Ridder in de Huisorde van de Gouden Leeuw van Nassau
- Grootkruis in de Huisorde van Oranje

Een onderscheiding die prinses Juliana na het overdragen van het grootmeesterschap van deze huisorde van haar opvolger Beatrix ontving.
- Eredame in de Huisorde van Oranje

De graad van een Eredame stond in de huisorde los van de hiërarchie van de ridders. Juliana ontving deze onderscheiding van haar moeder.
- Erecommandeur in de Johanniter Orde in Nederland
- Kruis van Verdienste van het Nederlandse Rode Kruis
- Herinneringsmedaille 25-jarig huwelijk 1926
- Huwelijksmedaille 1937
- Inhuldigingsmedaille 1948
- Herinneringsmedaille 25-jarig huwelijk 1962
- Eredoctoraat van de Rijksuniversiteit Groningen
- Huwelijksmedaille 1966
- Inhuldigingsmedaille 1980

## Buitenlandse onderscheidingen
- Eredame in de Huisorde van de Wendische Kroon van Mecklenburg
- Grootofficier in de Orde van de Legioen van Verdienste van Amerika
- Grootkruis van de Orde van de Bevrijder San Martin van Argentinië
- Grootlint in de Leopoldsorde van België
- Keten van de Nationale Orde van het Zuiderkruis van Brazilië
- Grootkruis in de Orde van de Gunstige Wolken van China
- Grootkruis Bijzondere Klasse in de Orde van Verdienste van de Bondsrepubliek Duitsland
- Ridder in de Orde van de Olifant van Denemarken
- Grootkruis in de Orde van Verdienste "Juan Pablo Duarte" van de Dominicaanse Republiek
- Gouden Ster en Keten van de Orde van Salomo van Ethiopië
- Grootkruis in de Orde van de Witte Roos van Finland
- Grootkruis in de Orde van de Legioen van Eer van Frankrijk
- Grootkruis in de Orde van de Verlosser van Griekenland
- " Extra" Dame in de meest Nobele Orde van de Kousenband van Groot-Brittannië
- De Koninklijke Victoriaanse Keten van Groot-Brittannië
- Grootkruis in de Orde van Morazán van Honduras
- Grootkruis in de Orde van de Republiek Indonesië
- Grootkruis in de Orde van Pahlavi van Iran
- Grootkruis in de Orde van Verdienste van de Republiek Italië
- Grootkruis in de Nationale Orde van Ivoorkust
- Dame der Eerste Klasse in de Kroonorde van Japan
- Grootkruis in de Orde van de Grote Ster van Joegoslavië
- Grootkruis in de Dapperheidsorde van Kameroen
- Grootlint in de Orde van de Ster van Afrika van Liberia
- Keten van de Orde van de Pioniers van Liberia
- Grootkruis in de Orde van de Eikenkroon van Luxemburg
- Grote Keten van de Orde van de Azteekse Adelaar van Mexico
- Grootkruis in de Orde van Pratap Bhaskar van Nepal
- Grootkruis in de Orde van Ojaswi Rajanya van Nepal
- Grootkruis met Gouden Ster in de Orde van Ruben Dario van Nicaragua
- Grootkruis in de Orde van Sint Olaf van Noorwegen
- Grote Ster van het Ereteken voor Verdiensten van de Bondsrepubliek Oostenrijk
- Keten van de Orde van Manuel Amador Guerrero van Panama
- Grootkruis met briljanten in de Orde van de Zon van Peru
- Grootkruis in de Orde van de Witte Adelaar van Polen
- Grootkruis in de Orde van de Ster van Roemenië
- Grootkruis in de Nationale Orde van de Leeuw van Senegal
- Grootkruis in de Orde van Karel III van Spanje
- Groot-Ordeteken in de Ere-Orde van de Gele Ster van Suriname
- Grootkruis in de Orde van de Rajamitrabhorn van Thailand
- Ridder in de Huisorde van Chakry van Thailand
- Grootkruis in de Orde van de Onafhankelijkheid van Tunesië
- Keten van de Orde van de Bevrijder van Venezuela
- Ridder in de Serafijnenorde van Zweden
- Four Freedoms Award Algemene vrijheidsprijs, 1982

## Overige
- Planetoïde (816) Juliana is naar haar vernoemd